# Janusia guaranitica
Janusia guaranitica là một loài thực vật có hoa trong họ Malpighiaceae. Loài này được (A.St.-Hil.) A.Juss. mô tả khoa học đầu tiên năm 1840.